# Anjalaförbundet
Anjalaförbundet, bildat 12 augusti 1788, var en sammansvärjning av svenska adliga officerare riktad mot Sveriges kung Gustav III. Detta skedde mitt under det pågående kriget mot Ryssland (Gustav III:s ryska krig 1788–1790).

## Bakgrund
Gustav III:s ryska krig hade inletts den 2 juli 1788, efter ett påstått anfall av ryska kosacker den 27-28 juni. Den svenska armén gick över gränsen den 2 juli i riktning mot Nyslott, men efter att den svenska flottan inte lyckats nå ett avgörande mot den ryska flottan under sjöslaget vid Hogland den 18 juli stod det svenska hoppet till att kunna anfalla Sankt Petersburg endast till armén. Den södra delen av armén under Carl Gustaf Armfeldt stod den 18 juli vid Summa, mindre än en mil från Fredrikshamn. 
Kungen beordrade att Fredrikshamn skulle anfallas och han anlände den 28 juli till arméns högkvarter i Hussula. Omgående visade sig missnöjet i armén vara stort, och trupperna klagade över brist på ammunition och proviant.
Kungen fattade nu beslut om att armén skulle understödjas av skärgårdsflottan som skulle landstiga mellan Fredrikshamn och Viborg, datum sattes till senast den 4 augusti. Den 1 augusti avseglade skärgårdsflottan, och omgående därefter utbröt myteri i den kvarvarande armén i Hussula. Åbo läns infanteriregemente och Björneborgs läns infanteriregemente började utan order att avtåga mot Anjala. Man lyckades dock övertala soldaterna att vända om, men även bland officerarna spred sig missnöjet och inte mindre än 180 officerare sade upp sig från sina tjänster och lämnade armén.
Skärgårdsflottans landstigning skedde den 3 augusti, och man började omringa Fredrikshamn, men man erhöll order från Gustav III den 4 augusti att anfallet skulle avbrytas då inga trupper var att vänta från Hussula. Samma dag retirerade kungen och armén tillbaka till Högfors och Kymmenegård.

### Faktorer som påverkade
Olika faktorer bakom Anjalamännens missnöje med Gustav III:
- Kungens krigsplan att angripa Sankt Petersburg hade visat sig vara misslyckad. Man ville därför åstadkomma fred och ett inkallande av riksdagen.
- Några av Anjalamännen var separatister, men det separatistiska inslaget hos Anjalamännen har troligen överdrivits, dels av den gustavianska, dels av den senare nationellt anlagda historieskrivningen i båda länderna.

## Liikala-noten

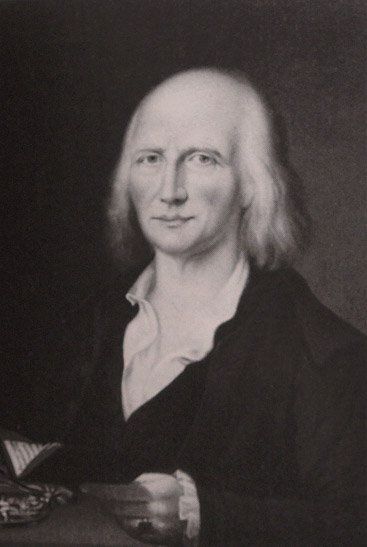
Carl Gustaf Armfeldt, avporträtterad under sin fängelsevistelse på Malmöhus slott.

Återtåget från Fredrikshamn gav oppositionen mot kungen vind i seglen. Nu framkastade majoren Johan Anders Jägerhorn planen att de missnöjda skulle ta fredsfrågan i sin hand och vända sig med direkta underhandlingar till ryska kejsarinnan Katarina II. Han fick snart med sig överste Johan Henrik Hästesko, Sebastian von Otter och en del andra, och sedan bestormade de med förenade krafter generalmajoren Carl Gustaf Armfeldt att vara med. De utmålade ställningen som alldeles förtvivlad såvida man inte fick till ett vapenstillestånd. De hävdade att kungen själv ingenting högre önskade än att få fred, men att han själv inte kunde ta första steget.
Armfeldt lät sig till slut övertalas och samlade en grupp officerare i Liikala (nära Kymmene älv och Anjala). Bland dessa märktes främst Jägerhorn, som var god vän till Göran Magnus Sprengtporten som sedan 1786 tjänstgjorde i Ryssland. Sprengtporten hade under många år arbetat för att Finland skulle lösryckas från Sverige och uppgå i Ryssland. (Sprengtporten blev 1790 dömd för förräderi då han stred mot Sverige i kriget).
Tillsammans skrev dessa officerare en så kallad note, ett diplomatiskt meddelande, till Katarina II av Ryssland. Denna så kallade Liikala-noten skrevs den 9 augusti 1788 och i den förklarade man sitt missnöje med kriget, samt att detta stred mot nationens intressen. Man ville med noten undersöka möjligheten att förhandla om fred, samtidigt som man menade att kriget stod i konflikt med regeringsformen. Ryssland erbjöds fred mot att Sveriges gränser före Freden i Åbo 1743 återställdes, vilket skulle innebära att Ryssland lämnade tillbaka delar av Karelen samt städer såsom Fredrikshamn samt Villmanstrand.
Noten undertecknades av generalmajor Carl Gustaf Armfeldt, Johan Anders Jägerhorn, samt ytterligare fem finländska officerare, däribland överste Johan Henrik Hästesko. 
Jägerhorn utsågs till den som skulle överlämna noten till kejsarinnan, och han lämnade krigsskådeplatsen i Finland och reste till Sankt Petersburg. Man hävdade utåt att han blivit tillfångatagen av kosacker.

### I Ryssland
Jägerhorn anlände runt den 12 augusti till Petersburg och han fick företräde hos Katarina II den 15 augusti då han överlämnade noten. Dessutom lade han muntligt till att det fanns en stor önskan att Finland skulle lösryckas från Sverige och ställa sig under Rysslands beskydd. Under mötet med Katarina fick han endast oprecisa och undanglidande svar, och han drog sig tillbaka.
Några dagar senare kom Katarinas skriftliga svar som var en stor besvikelse, även om hon medgav att hon uppskattade den Finska Nationens, som hon kallade den, tankesätt så behövdes det ett större antal personer som genom en laglig och mer representativ form framförde frågan om Finland till Ryssland. I ett muntligt tillägg så ansåg Ryssland det vara opassande att återge provinser som man vunnit genom Freden i Åbo 1743.
Jägerhorn lämnade Petersburg den 20 augusti, och kom tillbaka till armén den 23 augusti. Armén stod då i Anjala. Upprorsmännen blev nedslagna av Rysslands svar, och de flesta ansåg även att Jägerhorns tilltag och förslag att lösgöra Finland var förräderi.

## Anjalaakten

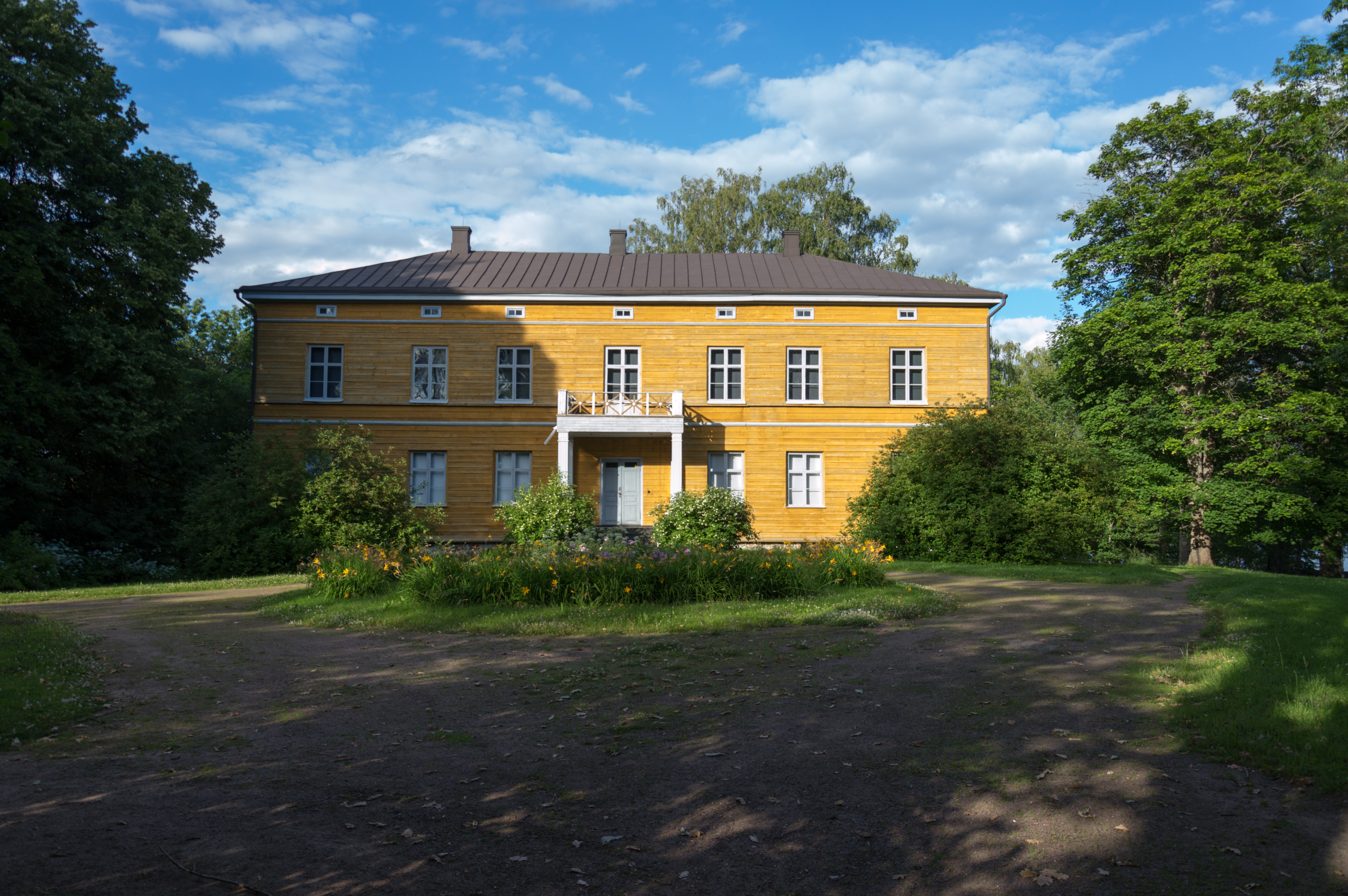
Anjala gård, där Anjalaakten sattes upp.

Notens undertecknare blev efterhand betänksamma, i synnerhet som Gustav III fått nys om vad som varit i görningen. Han anmodade av detta skäl i ett brev Armfelt att förmå sina officerare till att skriva under en försäkran om sin trohet mot kungen. I stället för den begärda trohetsförsäkran kom officerskårens svar i form av Anjalaförbundet.
Samtidigt som Jägerhorn anlände till Petersburg, den 12 augusti, sattes den egentliga så kallade Anjalaakten upp vid Anjala gård vid Kymmene älv. Anjalaakten, som till innehållet anslöt till Liikala-noten, undertecknades av 113 officerare.
I akten krävde man att;
- 1§ Fred skulle förhandlas med Ryssland
- 2§ Rikets ständer skulle inkallas
- 3§ Regeringsformen skulle följas
- 4§ Man skulle söka stillestånd i striderna, då man ansåg att den svenska och finska kusten annars skulle brännas av ryska flottan.
- 5§ Armén skulle dras tillbaka från fronten
- 6§ Aktens medlemmar var för riket beredd att uppoffra allt, även sitt eget blod, samt att man inte hade för avsikt att "anställa revolution".

Skriften börjar med att uttala "den till visshet sannolika tanke" att kriget var ett anfallskrig från svensk sida. Härpå följer en dyster beskrivning av arméns tillstånd och de faror som hotade landet. "I betraktande av denna ohyggliga men sanna målning" hade de förbundna ansett det vara sin skyldighet att avvärja fäderneslandets olyckor genom att vända sig till tsarinnan och "försäkra henne om nationens tänkesätt". Till detta hade de förmåtts inte endast av sin fosterlandskärlek utan även av sin trohet mot kungen. Samtliga undertecknare av denna deklaration förband sig genom en dyr ed att gemensamt bära ansvaret för det steg de tagit, och slöt "det fastaste förbund och stallbroderskap" för att hjälpa och bistå varandra. Men de förklarade på samma gång att ifall kejsarinnan inte skulle vilja "bekväma sig till en för nationen hederlig fred", så förpliktade de sig "att icke levande nedlägga vapen, innan fäderneslandet är satt i fred, ro och säkerhet".
I ett cirkulär som man skickade ut samtidigt till armén beskrev man lite mer ingående vilka förändringar man tänkte sig. Riksdagen skulle inkallas, men denna skulle även innehålla krigsbefälet. Man ansåg även att vissa ändringar skulle ske i statens organisation, att kungens apanage skulle bestämmas och inte få överskridas, samt att riksrådet skulle tillsättas enligt 1720 års regeringsform. Man ansåg även att riksdagen skulle inkallas med viss periodicitet samt att tryckfriheten skulle återinföras enligt Tryckfrihetsförordningen 1766. Man krävde också särskilt att Kungliga Poliskammaren, ledd av Nils Henric Liljensparre, i Stockholm skulle upplösas.
I detta kan man se att det fanns en kritik av kungens makt, och att man ville återgå till vissa av Frihetstidens styrelseskick. Den 25 augusti presenterades ytterligare ett dokument, avertissementet, där det även framkom krav på kungens abdikation.
Dock började opinionen svänga. Det framkom att Jägerhorn, efter att han återkommit från Sankt Petersburg den 23 augusti, hade gått längre än vad de flesta sammansvurna hade tänkt sig. Han hade inte enbart förhandlat om fred, utan även om att lösgöra Finland från Sverige. Detta gjorde att Anjalaförbundet splittrades internt.

## Efterspel
I slutet av augusti 1788 förklarade Danmark krig mot Sverige och kungen fick en anledning att lämna den finska krigsskådeplatsen. Under hösten hade stämplingarna inom armén avtagit, främst då underbefäl och manskap samt alla de lägre stånden i ståndsriksdagen visade en tilltagande ilska mot de adliga officerarna som mitt under brinnande krig underhandlade med fienden. Den 1 december 1788 utfärdades arresteringsorder för anjalamännen, varav de flesta greps och fördes till Stockholm under januari 1789. Processen pågick till i april 1790. Då dömdes flera av de sammansvurna till döden för högförräderi. Totalt 125 officerare dömdes till dödsstraff av krigsrätten. Straffen mildrades dock för alla utom en – Johan Henrik Hästesko – som vägrades nåd av kungen och blev sedermera avrättad genom halshuggning den 8 september 1790 i Stockholm.
Gustav III bedrev en skicklig propaganda mot Anjalaförbundet och folkopinionen vändes mot adeln och kungen hade därmed lyckats bana god väg för kunglig maktkoncentration genom förenings- och säkerhetsakten som infördes vid riksdagen 1789.

### Musik
Stefan Andersson, "113 officerare" från skivan "Teaterkungen" (2011). 